# Andrzej Iwanecki
Andrzej Iwanecki (ur. 3 listopada 1960 w Siemianowicach Śląskich) – polski duchowny rzymskokatolicki, biskup pomocniczy gliwicki od 2018.

## Życiorys
Urodził się 3 listopada 1960 w Siemianowicach Śląskich jako jedno z pięciorga dzieci Wilhelma, sztygara oddziałowego w kopalni „Siemianowice”, i Anny z domu Wieczorek, nauczycielki. W latach 1975–1979 kształcił się w I Liceum Ogólnokształcącym im. Jana Śniadeckiego w Siemianowicach Śląskich, które ukończył egzaminem dojrzałości. W latach 1979–1986 odbył studia w Wyższym Śląskim Seminarium Duchownym w Krakowie (od drugiego roku studiów w Katowicach), w trakcie których przez rok pracował w kopalni „Siemianowice”. 24 lutego 1985 biskup Józef Kurpas udzielił mu święceń diakonatu, a 27 marca 1986 w katedrze Chrystusa Króla w Katowicach miejscowy biskup diecezjalny Damian Zimoń wyświęcił go na prezbitera. Inkardynowany został do diecezji katowickiej. Kontynuował studia z zakresu teologii pastoralnej w Studium Teologicznym w Katowicach, należącym do Akademii Teologii Katolickiej w Warszawie.
Po przyjęciu święceń pracował tymczasowo w parafiach Opatrzności Bożej w Katowicach i Wszystkich Świętych w Górkach Wielkich. Był wikariuszem w parafiach: Nawiedzenia Najświętszej Maryi Panny w Orzeszu (1986–1989), Przenajświętszej Trójcy w Bielsku-Białej (1989–1990) i Najświętszego Serca Pana Jezusa i Matki Bożej Fatimskiej w Strzybnicy (1990–1995). W 1992 został włączony do prezbiterium diecezji gliwickiej. W 1995 objął wikariat w parafii św. Franciszka w Zabrzu, a w 1998 probostwo w tej parafii. W 2001 został dziekanem dekanatu Zabrze. Pełnił funkcję kapelana Szpitala Miejskiego nr 1 w Zabrzu. W diecezji został członkiem rady kapłańskiej i kolegium konsultorów, moderatorem rejonowym Ruchu Światło-Życie i rejonowym wizytatorem nauki religii. Był delegatem biskupim do udzielania młodzieży sakramentu bierzmowania. W 2008 został obdarzony godnością kapelana Jego Świątobliwości.
18 listopada 2017 papież Franciszek mianował go biskupem pomocniczym diecezji gliwickiej ze stolicą tytularną Arcavica. Święcenia biskupie przyjął 7 stycznia 2018 w katedrze Świętych Apostołów Piotra i Pawła w Gliwicach. Konsekrował go biskup diecezjalny gliwicki Jan Kopiec w asyście arcybiskupa Salvatore Pennacchia, nuncjusza apostolskiego w Polsce, i Wiktora Skworca, arcybiskupa metropolity katowickiego. Jako zawołanie biskupie wybrał słowa Jezus jest Panem. Został ustanowiony wikariuszem generalnym i moderatorem kurii.